# Stephanocircidae
Stephanocircidae — родина бліх. Містить близько 50 видів.

## Поширення
Поширені в Південній Америці (43 види) та Австралії (8 видів). Живляться кров'ю гризунів та сумчастих.

## Класифікація
- Підродина Craneopsyllinae Wagner, 1939
  - Триба Barreropsyllini Jordan, 1953
    - Рід Barreropsylla Jordan, 1953

  - Триба Craneopsyllini Wagner, 1939
    - Рід Cleopsylla Rothschild, 1914
    - Рід Craneopsylla Rothschild, 1911
    - Рід Nonnapsylla Wagner, 1938
    - Рід Plocopsylla Jordan, 1931
    - Рід Sphinctopsylla Jordan, 1931
    - Рід Tiarapsylla Wagner, 1937
- Підродина Stephanocircinae Wagner, 1928
  - Рід Coronapsylla Traub et Dunnet, 1973
  - Рід Stephanocircus Skuse, 1893